# Trouessartia appendiculata
Trouessartia appendiculata är en spindeldjursart som först beskrevs av Berlese 1884.  Trouessartia appendiculata ingår i släktet Trouessartia, och familjen Trouessartiidae. Arten är reproducerande i Sverige.